# Телатгори
Телатгори (груз. თელათგორი) — село в Грузии, на территории Каспского муниципалитета края (мхаре) Шида-Картли.

## География
Село находится в центральной части Грузии, к востоку от реки Кавтуры (правый приток Куры), на расстоянии приблизительно 8 километров (по прямой) к юго-востоку от города Каспи, административного центра муниципалитета. Абсолютная высота — 775 метров над уровнем моря.

## Население
По результатам официальной переписи населения 2014 года, в Телатгори проживало 211 человек (107 мужчин и 104 женщины). В национальной структуре населения грузины составляли 100 %.
| Год  | Население, человек |
| ---- | ------------------ |
| 2002 | 263                |
| 2014 | ↘ 211              |